# مانينجريدا
مانينجريدا هو مجتمع من السكان الأصليين في قلب منطقة أرض أرنهيم في الإقليم الشمالي بأستراليا. تقع على بعد 500 كيلومتر (311 ميل) شرق داروين و 300 كيلومتر (186 ميل) شمال شرق جابيرو. تقع على الساحل الشمالي الأوسط لأرنهيم البري لبحر أرافورا على مصب نهر ليفربول.
شعب كونيبيدجي (ندجبانا) هم الملاك التقليديون لهذا البلد. تشمل الجهات الفاعلة الرئيسية في الحياة الاقتصادية والسياسية للمدينة مجلس غرب أرنهيم الإقليمي ومؤسسة باوينانغا للسكان الأصليين ورابطة تقدم مانينجريدا ومؤسسة مالالا للخدمات الصحية للشعوب الأصلية. تعتبر مانينجريدا للفنون مع متحف دجومي مركزًا فنيًا رئيسيًا معروفًا على الصعيدين الوطني والدولي.
في تعداد عام 2021 كان عدد سكان مانينجريدا 2518 نسمة.